# Akustische Telegrafie
Als akustische Telegrafie (auch harmonische Telegrafie oder Stimmgabeltelegrafie) werden verschiedene im 19. Jahrhundert entwickelte  Multiplexverfahren bezeichnet, die es ermöglichten, gleichzeitig mehr als eine telegrafische Mitteilung über eine einzelne Telegrafenleitung zu übermitteln.

## Verfahren und Geschichte
Bei der akustischen Telegrafie werden für jede Mitteilung unterschiedliche niedrige Frequenzen oder Kommunikationskanäle verwendet. Ein Telegrafist benutzte dabei eine herkömmliche Morsetaste, um die Mitteilung im Morsecode zu klopfen. Der Taster schaltete dabei die Übertragung von Gleichstromimpulsen in der Frequenz tiefer Schallwellen einer bestimmten Frequenz ein oder aus. Auf der Empfängerseite befand sich ein speziell gestimmtes Gerät, dass nur bei einer speziellen Resonanzfrequenz mitschwang und andere, über den gleichen Telegrafendraht übermittelte Frequenzen ignorierte.
Das Wort akustisch stammt von griechisch ακουειν akuein „hören“ ab. Die Geräte der akustischen Telegrafie arbeiteten elektromechanisch und verursachten über einige Meter hörbare brummende oder summende Geräusche. Die Hauptfunktion dieser Geräte war jedoch nicht die Erzeugung von Schallwellen, sondern die Nutzung von Gleichstromimpulsen in der Frequenz von Schallwellen als Trägersignal für den Morsecode.
Zu den Erfindern die sich mit der akustische Telegrafie beschäftigten, gehören Charles Bourseul, Thomas Edison, Elisha Gray und Alexander Graham Bell. Ihre Bemühungen um die Entwicklung der akustischen Telegrafie, die die Kosten der Telegrafiedienste senken sollten, führten schließlich zur Erfindung des Telefons.
Einige von Thomas Edisons Geräten verwendeten mehrere synchronisierte Stimmgabeln, die darauf abgestimmt waren, eine Frequenz auszuwählen, um auf diese Weise einen elektrischen Stromkreis zu öffnen oder zu schließen. Die akustische Telegrafie ähnelte vom Konzept her dem heutigen Frequenzmultiplexverfahren.

## Wesentliche Patente
- Patent  US161739A: Improvement in Transmitters and Receivers for Electric-Telegraphs. Angemeldet am 6. März 1875, veröffentlicht am 6. April 1875, Erfinder: Alexander Graham Bell.‌
- Patent  US166095A: Electric Telegraph for Transmitting Musical Tones. Angemeldet am 19. Januar 1875, veröffentlicht am 27. Juli 1875, Erfinder: Elisha Gray.‌
- Patent  US182996A: Acoustic Telegraph. Angemeldet am 16. Mai 1876, veröffentlicht am 10. Oktober 1876, Anmelder: Western Union Telegraph Company, Erfinder: Thomas A. Edison.‌
- Patent  US186330A: Acoustic Electric Telegraph. Angemeldet am 16. Mai 1876, veröffentlicht am 16. Januar 1877, Anmelder: Western Union Telegraph Company, Erfinder: Thomas A. Edison.‌
- Patent  US200993A: Acoustic Telegraph. Angemeldet am 18. August 1876, veröffentlicht am 5. März 1878, Anmelder: Western Union Telegraph Company, Erfinder: Thomas A. Edison.‌
- Patent  US203019A: Circuits for Acoustic or Telephonic-Telegraph. Angemeldet am 21. Februar 1878, veröffentlicht am 30. April 1878, Anmelder: Western Union Telegraph Company, Erfinder: Thomas A. Edison.‌
- Patent  US235142A: Acoustic Telegraph. Angemeldet am 30. September 1876, veröffentlicht am 7. Dezember 1880, Anmelder: Western Union Telegraph Company, Erfinder: Thomas A. Edison.‌

Edisons Patente wurden von der in New York City ansässigen Western Union Telegraph Company angemeldet.